# Феррареси, Науэль
Науэль Адольфо Феррареси Эрнандес (исп. Nahuel Ferraresi Hernández; родился 19 ноября 1998 года в Сан-Кристобаль) — венесуэльский футболист, защитник клуба «Сан-Паулу» и сборной Венесуэлы.

## Клубная карьера
Феррарси — воспитанник аргентинского клуба «Нуэва Чикаго». В 2017 году он вернулся на родину, став игроком «Депортиво Тачира», но так и не дебютировал за основной состав. Летом того же года Науэль подписал контракт с английским «Манчестер Сити». Для получения игровой практики Феррарси был отдан в аренду в уругвайский «Торке». 9 сентября в матче против «Мирамар Мисьонес» он дебютировал в уругвайской Сегунде. По итогам сезона Науэль помог команде выйти в элиту. 25 февраля в матче против столичного «Расинга» он дебютировал в уругвайской Примере. В поединке против столичного «Ривер Плейта» Науэль забил свой первый гол за «Торке». В сезоне 2018/2019 Феррарси на правах аренды выступал за испанский «Пералада».
Летом 2019 года Феррарси на правах аренды перешёл в португальский «Порту», где начал выступать за команду дублёров. 11 августа в матче против ковильянского «Спортинга» он дебютировал в Сегунда лиге.
Летом 2020 года Феррарси был арендован «Морейренсе». 25 октября в матче против «Маритиму» он дебютировал в Сангриш лиге. 26 апреля 2021 года в поединке против «Порту» Науэль забил свой первый гол за «Морейренсе». Летом 2021 года Ферраси на правах аренды присоединился к «Эшторил-Прая». 13 августа в матче против «Витория Гимарайнш» он дебютировал за новую команду.

## Международная карьера
В 2017 года Феррарси в составе молодёжной сборной Венесуэлы принял участие в молодёжном чемпионате Южной Америки в Эквадоре. На турнире он сыграл в матчах против команды Аргентины.
В том же году Феррарси завоевал серебряные медали молодёжного чемпионата мира в Южной Корее. На турнире он сыграл в матчах против команд Германии, Вануату, Мексики, Японии, США, Уругвая и Англии. В поединке против японцев Янхель забил гол.
16 октября 2018 года товарищеском матче против сборной ОАЭ Феррарси дебютировал за сборную Венесуэлы.
В 2021 году Ферраси принял участие в Кубке Америки. На турнире он сыграл в матче против команды Перу. 